# Ussurijsk
Ussurijsk (rusky Уссури́йск; dříve Nikolskoje, Vorošilov; čínsky v českém přepisu Šuang-čcheng-c’, pchin-jinem Shuangchengzi, znaky 双城子) je město v Přímořském kraji Ruské federace. Při sčítání lidu v roce 2010 zde žilo přes 150 tisíc obyvatel, město je tak třetím největším městem kraje po Vladivostoku a Nachodce.

## Poloha
Ussurijsk leží na řece Razdolnaja přibližně 60 kilometrů severně od jejího ústí do Amurského zálivu Japonského moře a přibližně 60 kilometrů východně od čínsko-ruské hranice, za kterou leží městská prefektura Mu-tan-ťiang. Od Vladivostoku, správního střediska celého kraje, je Ussurijsk vzdálen bezmála 100 kilometrů na sever a od Chabarovsku je vzdálen 660 kilometrů na jih.

## Dějiny

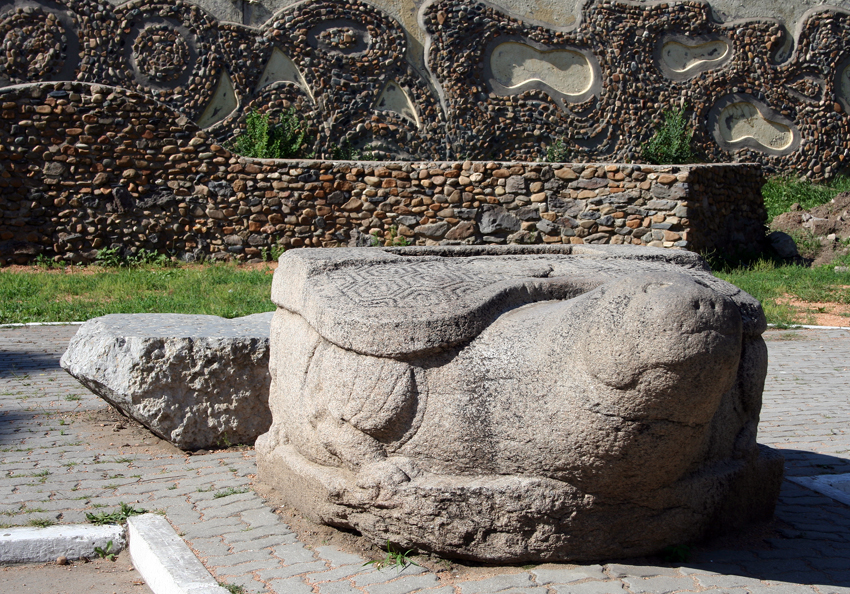
Ussurijská pi-si z přibližně 12. století z říše Ťin.

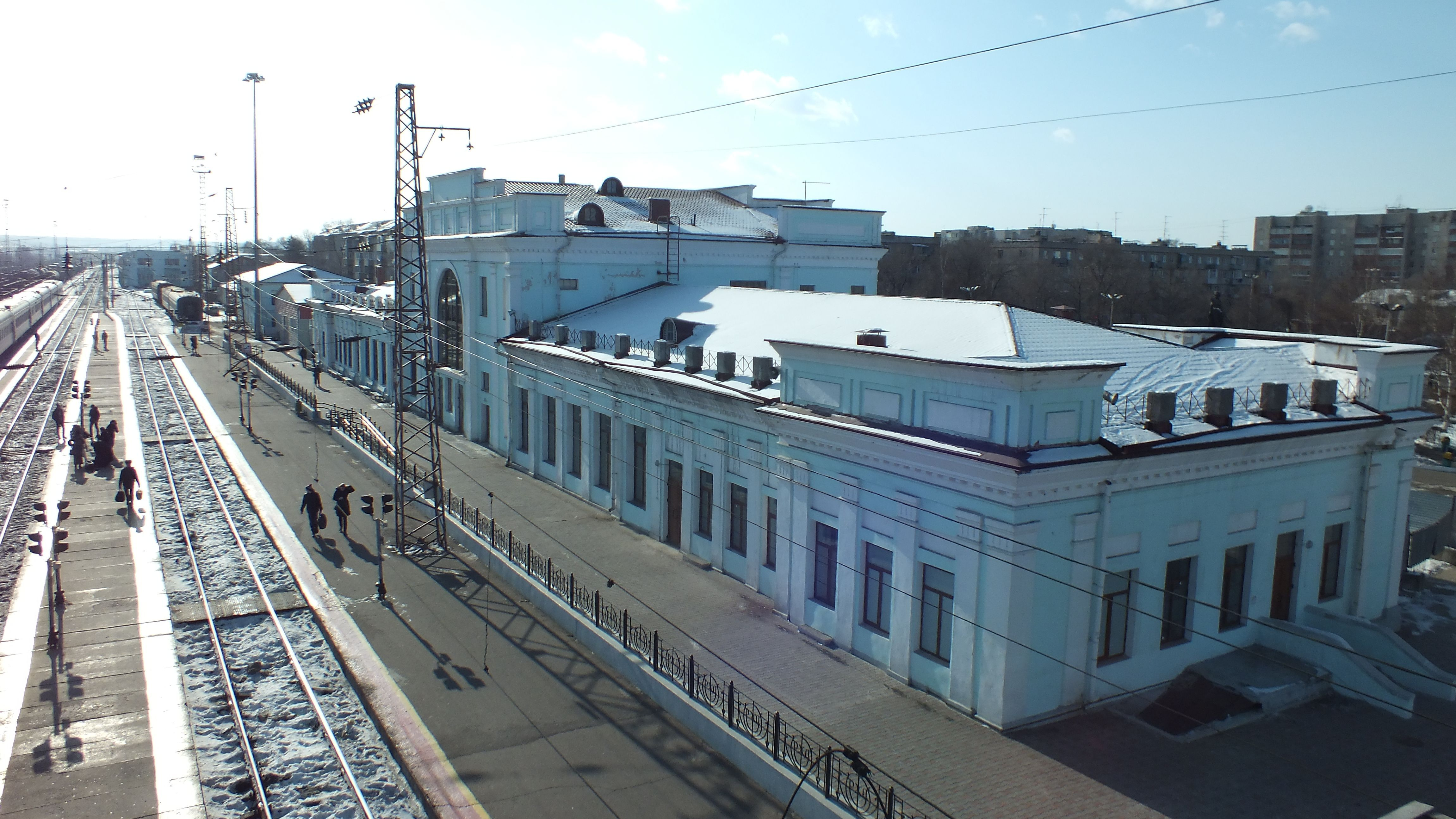
Ussurijské nádraží

Současný Ussurijsk byl založen v roce 1866 s jménem Nikolskoje (Никольское). Na jeho rozvoj měla velký vliv stavba a dokončení Ussurijské dráhy a celé Transsibiřské magistrály. V roce 1898 se stal Ussurijsk městem pod jménem Nikolsk (Нико́льск). Byl významným obchodním střediskem a v roce 1913 byl čtvrtým nejlidnatějším městem ruského Dálného východu (po Vladivostoku, Blagověščensku a Chabarovsku). V roce 1926 byl přejmenován na Nikolsk-Ussurijski (Нико́льск-Уссури́йский) pro odlišení od jiných Nikolsků. V roce 1935 byl přejmenován k poctě Klimenta Jefremoviče Vorošilova na Vorošilov. Po nástupu Nikity Sergejeviče Chruščova byl v roce 1957 konečně přejmenován na Ussurijsk podle řeky Ussuri, která pramení v horách Sichote-Aliň východně od města.

### Rodáci
- Boris Alexejevič Chmelnickij (1940–2008), herec
- Ljudmila Georgijevna Zajcevová (*1956), šachistka
- Natalja Leonidovna Barbašinová (* 1973), fotbalistka

## Doprava
Ussurijsk je železničním uzlem na trase Transsibiřské magistrály z Moskvy do Vladivostoku. Jezdí odtud také vlaky po trati do Chasanu a dále do Severní Korey do Rasonu a Pchjongjangu a vlaky do Čínské lidové republiky do Mu-tan-ťiangu a Charbinu.
Přes Ussurijsk vede také dálnice A370 z Chabarovsku do Vladivostoku.

## Sport
V Ussurijsku působil v letech 1992–2012 fotbalový klub FK Mostovik-Primorje Ussurijsk.